# Deutsche Schule Jakarta
Die Deutsche Schule Jakarta (DSJ), früher Deutsche Internationale Schule Jakarta (DIS), ist eine anerkannte Deutsche Auslandsschule, die vom Kindergarten zum Abitur führt. Sie ist mit über 300 Schülern die größte deutsche Schule in Indonesien.

## Schule
Die Schüler sind zum großen Teil deutsche Kinder, deren Eltern in Indonesien leben, sowie Kinder mit deutsch-indonesischen Eltern. Auch Österreicher, Schweizer, Südkoreaner, und Amerikaner sind vertreten. Erst in den letzten Jahren hat die Schule von der indonesischen Regierung die Erlaubnis, indonesische Schüler aufzunehmen. Das Integrationsprogramm der indonesischen Schüler wird intensiv betrieben, und die ersten haben 2008 ihre Reifeprüfung abgelegt.
Im Schuljahr 2005–2006 hat die Deutsche Schule Jakarta als eine der ersten deutschen Auslandsschulen begonnen, im Rahmen einer Qualitätsoffensive eine Peer-Review durchzuführen. Seit 2008 ist die Deutsche Schule Jakarta Exzellente Auslandschule. Dieses Gütesiegel wurde im November 2022 erneut vergeben.

## Schulleben
Die Schule befand sich ab ihrer Gründung im Stadtteil Menteng und hieß ursprünglich Deutsche Schule Jakarta. Im Herbst 1998 bezog sie das neue Schulgelände in der modernen Satellitenstadt Bumi Serpong Damai (BSD), in unmittelbarer Nähe zum German Centre Indonesia. Deutsche Familien wohnen nun vermehrt in Bumi Serpong Damai, sodass die deutsche Community dort gut ausgeprägt ist. Das Schulgelände bietet u. a. verschiedene Möglichkeiten zum Sport (Tennisplätze, 25-m-Schwimmbecken, multifunktionelle Sporthalle) und für Musik/Theater (Aula, Musikräume). Diese werden außer für Unterrichtszwecke auch intensiv für die zahlreichen Arbeitsgemeinschaften genutzt.
Die Deutsche Schule Jakarta nimmt regelmäßig an den Südostasienspielen der deutschen Schulen und am Kulturfestival der deutschen Schulen in Südostasien teil, die abwechselnd jedes Jahr in einer anderen teilnehmenden Schule stattfinden.
Das monatliche Nachrichtenblatt der Schule wurde ca. 1996 als „DIS Nachrichten“ eingeführt. Im Schuljahr 2002/2003 wurde das Format umgestellt und seitdem wird die „Mail-Zeitung“ als PDF an Schüler, Eltern, Lehrer und Interessierte verschickt.

## Bekannte ehemalige Schüler
- Christopher Blenkinsop (* 1963), Musiker
- Daniel Budiman (* 1983), Fernsehmoderator
- Viola Tensil (* 1979), Moderatorin
- Nina Lübbren (* ca. 1962), Kunsthistorikerin und Filmwissenschaftlerin